# No Substitutions: Live in Osaka
No Substitutions: Live in Osaka es un álbum en directo de los músicos Larry Carlton y Steve Lukather, publicado en 2001 a través de la discográfica de Steve Vai Favored Nations. En 2002, el álbum fue galardonado con un premio Grammy en la categoría de mejor álbum de pop instrumental.

## Lista de canciones
1. "The Pump" (Hymas, Phillips) – 14:28
2. "Don't Give It Up" (Carlton) – 6:38
3. "(It Was) Only Yesterday" (Carlton) – 12:09
4. "All Blues" (Davis) – 14:06
5. "Room 335" (Carlton) – 5:06

## Personal
- Gregg Bissonette – batería
- Ken Blaustein – dirección artística, fotografía, producción
- Ric "Reg" Britton – técnico de guitarra
- Larry Carlton – guitarra
- Neil Citron – edición, mezclas
- Mark Dawson – ingeniero de sonido
- Josh Henson – técnico de bajo, técnico de guitarra
- Rick Jackson – teclados
- Chris Kent – bajo
- Robert Knight – fotografía
- Yoshiyasu Kumada – ingeniero de sonido, grabación
- Steve Lukather – guitarra, producción
- Matt Resnicoff – consejero espiritual
- Steve Vai – edición, mezclas, producción
- Gina Zangla – diseño, ilustraciones